# Ettore Mannucci
Ettore Mannucci (Pontedera, 3 ottobre 1929 – Siena, 1993) è stato un calciatore e allenatore di calcio italiano.

## Carriera
Attaccante forte fisicamente ed abile nel gioco aereo, dopo aver esordito nel Pontedera, squadra della sua città, per il campionato 1950–51 passa alla Pro Patria dove gioca poi tre stagioni in Serie A ed una in B. Segnando rispettivamente 9 reti in 24 presenze e 12 su 32 gare.
Il punto più alto della sua carriera fu la Serie A 1954-1955 quando indossò la maglia della Juventus per 15 partite di campionato, segnando due reti. La sua carriera fu però pesantemente compromessa dallo scandalo sorto dalla confessione di Rinaldo Settembrino.
Condonata la sua squalifica dopo tre anni di fermo, giocò nel Siena e nella Lucchese. Con la squadra rossonera conquistò la promozione in serie B (1959 - 1960) al termine di un campionato segnato dalla lotta gomito a gomito con il Cagliari e disputò in seguito due campionati nella serie cadetta.
Allenò l'Akragas e il Siena, ma anche Siracusa, Lucchese e Pistoiese.
Dopo la morte la sua cittadina natale, Pontedera, gli intitolò nel febbraio 2002 il proprio stadio comunale: lo Stadio Ettore Mannucci.

## Palmarès

### Giocatore

#### Competizioni regionali
- Promozione: 1

Pontedera: 1949-1950

#### Competizioni nazionali
- Serie C: 1

Lucchese: 1960-1961

### Allenatore

#### Competizioni nazionali
- Serie D: 1

Siena: 1975-1976